# Astycus
Astycus är ett släkte av skalbaggar. Astycus ingår i familjen vivlar.

## Dottertaxa tillAstycus, i alfabetisk ordning[1]
- Astycus acutipennis
- Astycus adamsoni
- Astycus adultus
- Astycus aequalis
- Astycus apicatus
- Astycus armatipes
- Astycus aureolus
- Astycus aurovittatus
- Astycus bilineatus
- Astycus canus
- Astycus chinensis
- Astycus chrysochlorus
- Astycus cinereus
- Astycus cinnamomeus
- Astycus cuprescens
- Astycus destructor
- Astycus distigma
- Astycus doriae
- Astycus ebeninus
- Astycus femoralis
- Astycus flavovittatus
- Astycus gestroi
- Astycus glabrifrons
- Astycus griseus
- Astycus hampsoni
- Astycus horni
- Astycus immunis
- Astycus ischnomioides
- Astycus lateralis
- Astycus levicollis
- Astycus lewisi
- Astycus limbatus
- Astycus mysticus
- Astycus neglectus
- Astycus obtusus
- Astycus oculatus
- Astycus quadrivirgatus
- Astycus rutilans
- Astycus scintillans
- Astycus subacuminatus
- Astycus subacuminntus
- Astycus submarginalis
- Astycus sulphurifer
- Astycus suturalis
- Astycus sylhetensis
- Astycus tessellatus
- Astycus tibialis
- Astycus variabilis
- Astycus viridianus